# Jerry Tardieu
Pour les articles homonymes, voir Tardieu (patronyme).
Marie Gérard Philippe Thardieu, connu  publiquement sur le nom de Jerry Tardieu, né le 13 juillet 1967 à Port-au-Prince, est un homme d'affaires et une personnalité politique haïtien, député de la circonscription de Pétion-ville de 2016 à 2020. 
Après avoir quitté Vérité, il lance son mouvement politique, En avant, en octobre 2020.

## Biographie
Sa famille  a fait fortune dans le transport maritime et dans l'immobilier. Son grand-père paternel a été élu à la Chambre des députés et son arrière-grand-père maternel était ministre de la Guerre sous la présidence de Michel Oreste.  
En Haïti, Jerry Tardieu a étudié à l'Institution Saint-Louis de Gonzague avant d'obtenir un diplôme de l’University européenne de Bruxelles, suivi d'une maîtrise en administration publique de l'Université Harvard. Jerry Tardieu a été président de l'Association des anciens diplômés d'Haïti de l'Université Harvard, vice-président de la Chambre de commerce et d'industrie et président du Conseil de développement économique et social. Au cours de sa carrière professionnelle, il a également été le PDG de nombreuses entreprises haïtiennes allant du cuir, de l'immobilier à l'hôtellerie. 
Dans le cadre des élections législatives, il est élu député de Pétion-Ville en octobre 2015 et entre officiellement à la Chambre le 15 janvier 2016. 
En janvier 2018, il quitte Vérité et siège aux côtés des députés sans étiquette. Le 13 janvier 2020, à la fin de son mandat, il est recensé comme le député le plus populaire de la Chambre durant cette législature. 
En octobre 2020, Jerry Tardieu lance son mouvement politique En avant. Il souhaite mettre en avant l'insécurité et le déclin du pays et propose une nouvelle politique davantage protectionniste et répressive face aux gangs. Ce nouveau parti prépare également un projet politique pour les prochaines échéances électorales avec une candidature possible de son fondateur.